# 야사카이리비메노미코토
야사카이리비메노미코토(일본어: 八坂入媛命 やさかいりびめのみこと[*], 생몰년 미상)는 게이코 천황의 황후이다. 고사기에는 야사카노이리히메노미코토(八尺之入日売命)라 쓰여있다. 아버지는 야사카이리히코노미코토 (스진 천황의 황자)로, 어머니는 알려지지 않았다. 세이무 천황, 이오키이리비코노미코 등 7남 6녀의 어머니이다.
게이코 천황 4년 2월 21일, 게이코 천황의 비가 되었다. 원래, 천황이 처음 본 것은 동복 여동생인 오토히메(弟媛)였으나, 고사하였고, 그녀의 추천으로 입내했다고 전해진다. 게이코 천황 52년 5월 4일, 당초 황후였던 하리마노이나비노오오이라츠메가 붕어함에 따라, 같은 해 7월 7일에 새로운 황후로 봉해졌다. 세이무 천황 2년 11월 10일, 황태후가 되었다.

## 가족관계
- 아버지 : 야사카이리히코노미코토 (八坂入彦命)
- 어머니 : 미상
- 남편 : 게이코 천황
  - 자녀 : 세이무 천황, 이오키이리비코노미코, 오시노와케노미코, 와카야마토네코노미코, 오오스와케노미코, 누노시히메노미코토, 누나키노이리비메노히메미코, 이오키이리히메노미코토, 카고요리히메노히메미코, 이사키이리히코노미코, 키비츠히코노미코, 타카키노이리히메노히메미코, 오토히메노히메미코